# Stig Blomberg
Stig Blomberg, né le 16 octobre 1901 à Linköping et décédé le 19 décembre 1970 à Lidingö, est un sculpteur suédois.
En 1936 il remporte la médaille de bronze de la compétition artistique des Jeux Olympiques d'été pour son œuvre Brottande pojkar (Jeunesse combative). En 1956 il obtient la médaille du Prince Eugène en sculpture.

## Œuvres sélectives
- Systrarna (Sœurs), Stockholm, Malmö et Örebro, 1932.
- Bandende kinderen (Le Bain des enfants), Anvers, 1935.
- Reliefs sans titre, Lund, 1935-1936.
- Flores och Blanzeflor (Floire et Blancheflor), Stockholm, 1942-1943.
- Ask och Embla (Ask et Embla), Sölvesborg, 1948.
- Askungen (Cendrillon), Varberg, 1950.
- Tampande pojker (Les Garçons piétinant), Göteborg, 1951.
- Bollspeleande flickor (Les Filles jouant au ballon), Göteborg, 1951.
- Mor och barn (La Mère et l'Enfant), Linköping et Malmö, 1955.
- Apollon och Asklepsios (Apollon et Asclépios), Göteborg, 1959.
- Jarlabanke, Täby, 1963.
- La fontaine de Lidingö.

## Galerie

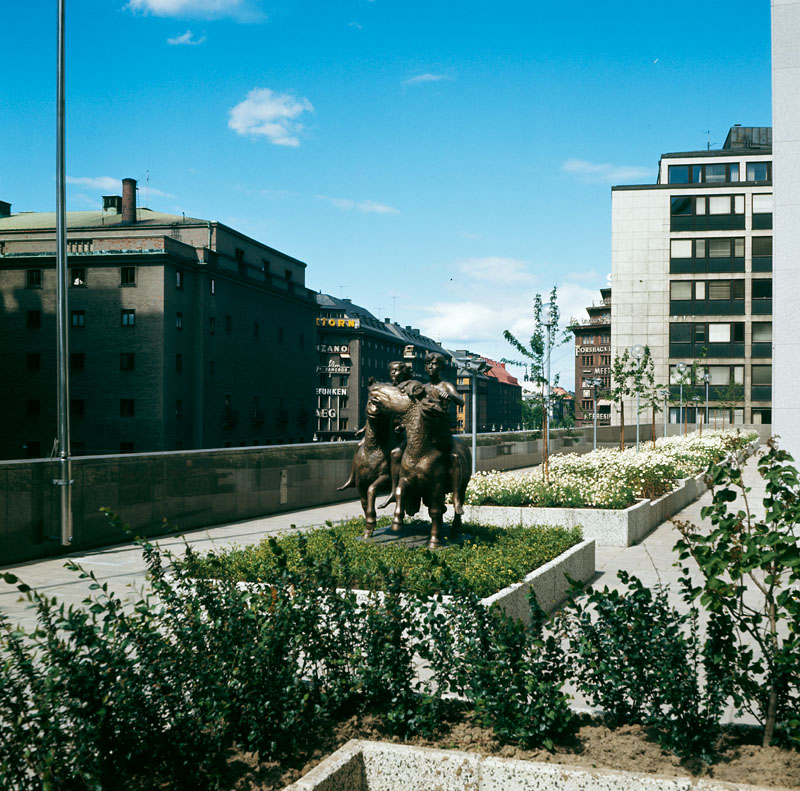
Flores och Blanzeflor à Stockholm.
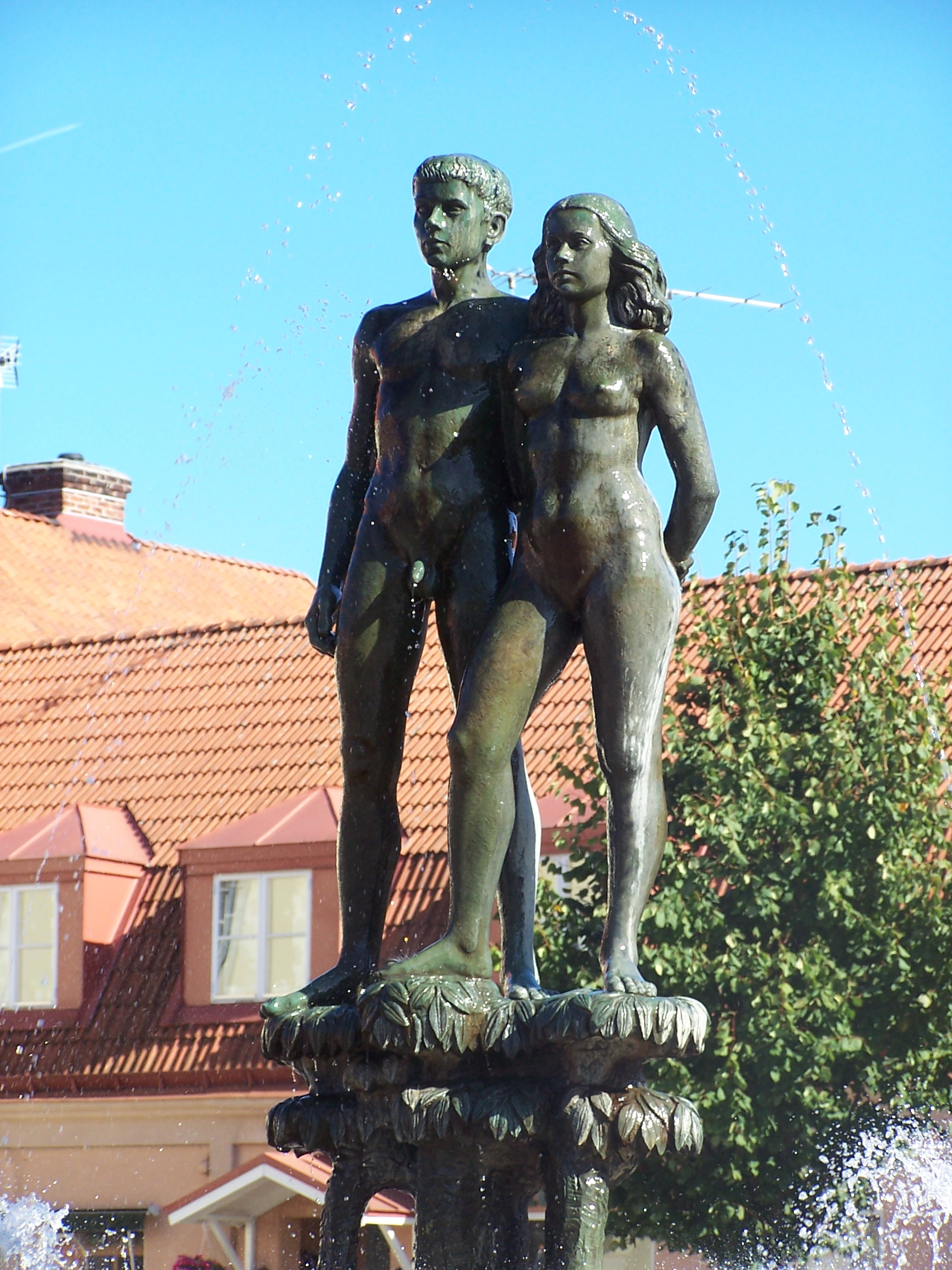
Ask och Embla à Sölvesborg.
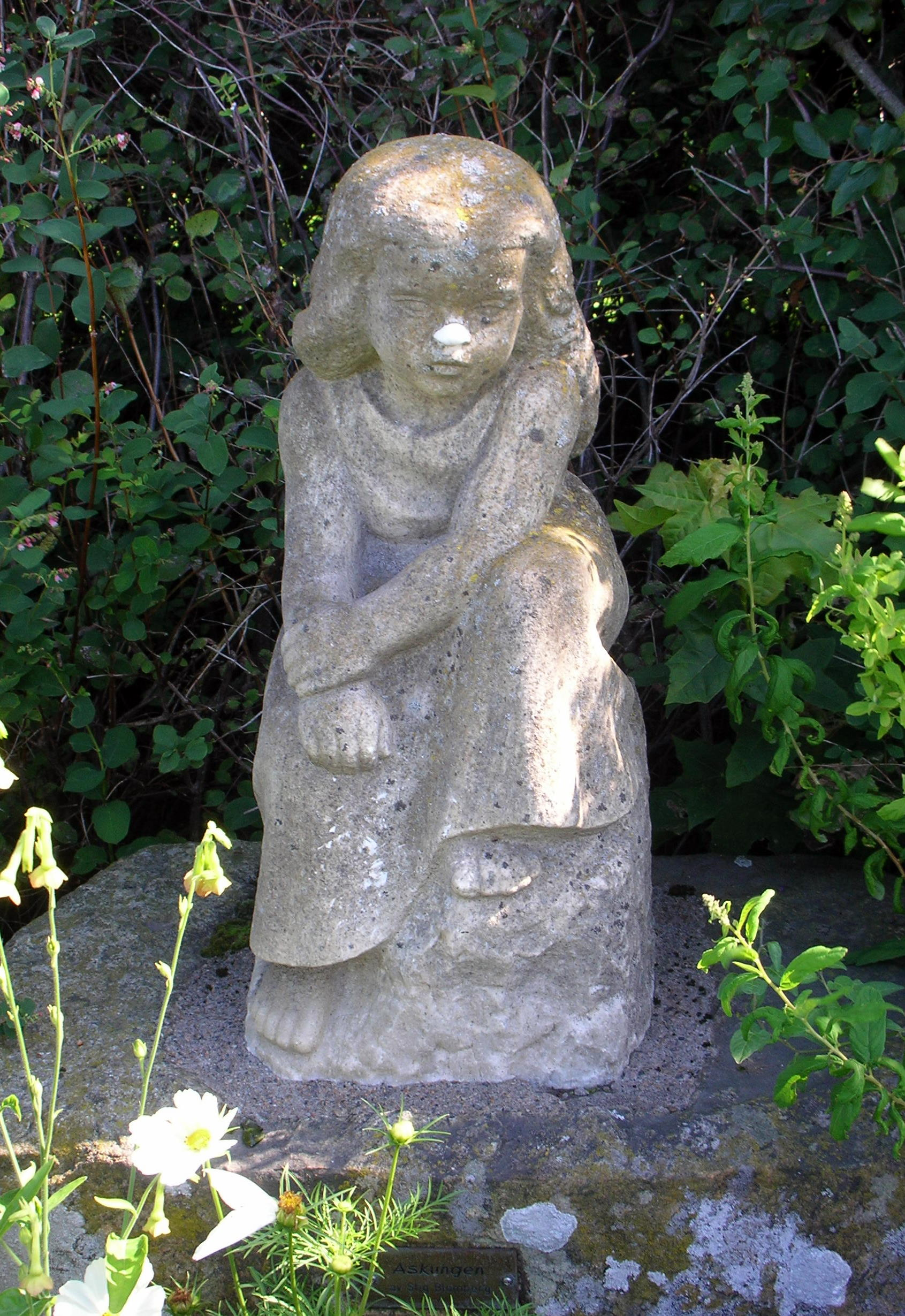
Askungen à Varberg.
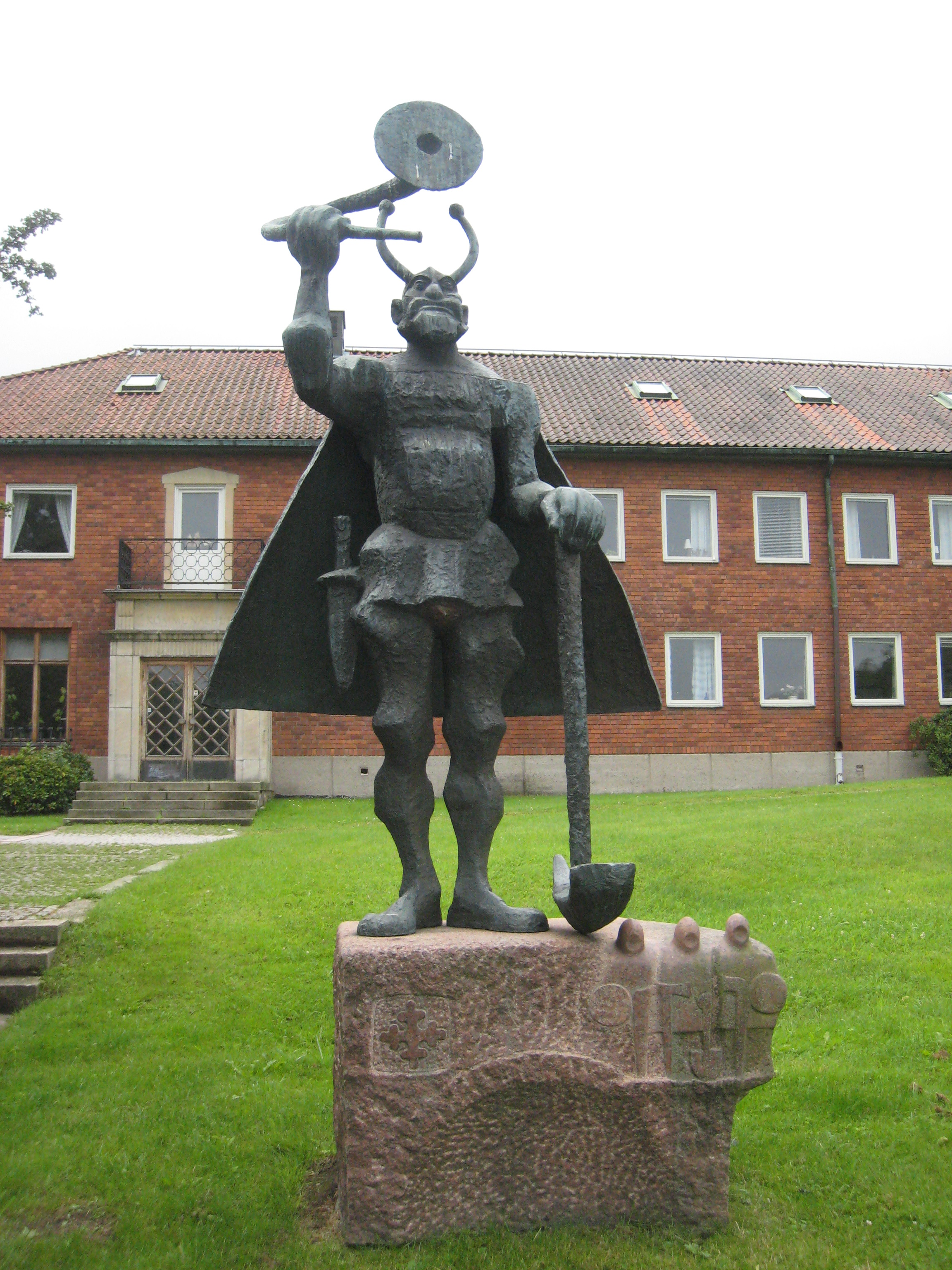
Jarlabanke à Täby.